# Bosque de Nancuchiname
Bosque de Nancuchiname ist ein Waldgebiet im Departamento Usulután, im südlichen Teil von El Salvador an der Pazifikküste. Von dem 1.030 Hektar großen Gebiet stehen seit 2008 798 Hektar unter besonderem Naturschutz als Biosphärenreservat.
2005 wurden in diesem Waldgebiet 42 Arten von Hautflüglern registriert, die in ihrer Bedeutung für die Pflanzenbestäubung von besonderer Wichtigkeit sind. Die Studie der Universidad Nacional de El Salvador (UES) begann Ende 2004 und wurde durch das Programm der Vereinten Nationen Millennium-Entwicklungsziele finanziert. Als Bestäuber und Produzenten von Honig haben die zahlreichen Honigbienenvölker auch eine traditionell große wirtschaftliche und kulturelle Bedeutung für das Land El Salvador.
Der typische Baumbestand besteht unter anderen aus  Ceiba (Ceiba pentandra), Ojushte (Brosimum alicastrum) und Enterolobium cyclocarpum und erreicht eine Höhe von bis zu 30 Metern.